# Sally Shapiro
Sally Shapiro ist das Pseudonym einer schwedischen Sängerin und der Name des gleichnamigen Bandprojekts der Sängerin mit dem Musiker Johan Agebjörn. Ihre Musik ist ein Mix aus Italo Disco, Wave, Disco, Pop und Indie.

## Bandgeschichte
Shapiro und Agebjörn lernten sich 2001 bei der Arbeit kennen. Ihre musikalische Zusammenarbeit begann, nachdem Shapiro Agebjörn Weihnachten 2004 als Sängerin bei der Vorführung von Weihnachtsliedern begleitete. Da beide das Italo-Genre schätzten, reifte die Idee zu einem gemeinsamen Projekt. Im Frühjahr 2006 nahmen beide das erste Musikstück I'll Be by Your Side auf, das sich über Online-Blogs schnell verbreitete und 2006 auf dem österreichischen Label Diskokaine veröffentlicht wurde. Die Single erhielt überragende Kritiken bei Pitchfork Media, Vice und The Village Voice.
Im Dezember 2006 erschien das Debütalbum Disco Romance. Im Oktober 2007 veröffentlichte das kanadische Label Paper Bag Records in Nordamerika mit einem veränderten Tracklisting und drei neuen Musikstücken. Es folgten zwei Remixalben mit Neubearbeitungen von unter anderem Dntel, Holy Fuck, The Juan MacLean, Lindstrøm und Junior Boys.
2009 erschien das zweite Studioalbum My Guilty Pleasure, zu dem ebenfalls eine Remixalbum folgte.
Das dritte Studioalbum Somewhere Else folgte 2013.
Im Februar 2022 erschien mit Sad Cities das vierte Studioalbum.

## Diskografie (Auswahl)
Studioalben
- 2006: Disco Romance (Diskokaine)
- 2009: My Guilty Pleasure (Permanent Vacation)
- 2013: Somewhere Else (Paper Bag Records)
- 2022: Sad Cities (Italians Do It Better)

Remixalben
- 2008: Remix Romance Vol. 1 (Paper Bag Records)
- 2008: Remix Romance Vol. 2 (Paper Bag Records)
- 2010: My Guilty Pleasure – Remixes (Permanent Vacation)
- 2013: Elsewhere (Paper Bag Records)

Singles & EPs
- 2006: I'll Be By Your Side  (Diskokaine)
- 2006: Anorak Christmas (Diskokaine)
- 2008: Jackie Jackie (Spend This Winter With Me) (Permanent Vacation)
- 2008: He Keeps Me Alive (Permanent Vacation)
- 2009: Miracle (Permanent Vacation)
- 2009: Love In July (Permanent Vacation)
- 2009: The Explorers feat. CFCF  (Paper Bag Records)
- 2010: Don't Be Afraid (Alternative Version) feat. Anoraak (Grand Blanc)
- 2011: Alice feat. Fred Ventura (Disco Evolution)
- 2012: What Can I Do (Paper Bag Records)
- 2013: Starman feat. Electric Youth (Paper Bag Records)

## Cover
Im April 2025 erschien die EP In your space des deutschen Künstlers Konnie in Heaven mit vier Cover-Versionen von Songs von Sally Shapiro – darunter I'll Be By Your Side, She Keeps Me Alive (im Original He Keeps Me Alive), Jackie Jackie und Forget About You. Herausgebracht wurde die EP vom unabhängigen amerikanischen digitalen Musikvertriebsdienst Distrokid.